# Karl Breidenbach (Politiker, 1808)
Karl Breidenbach (* 28. Juli 1808 in Aschaffenburg; † 7. September 1870 in Freising) war ein bayerischer Beamter und Abgeordneter des Bayerischen Landtags.

## Leben
Karl Breidenbach trat nach dem Studium der Rechte in Würzburg 1832 in bayerische Staatsdienste und wurde 1850 zum Landrichter des Landgerichts Freising berufen. Breidenbach war mit der Trennung von Verwaltung und Justiz im Königreich Bayern ab 1862 königlicher Bezirksamtmann und Stadtkommissär für die seit 1862 bezirksfreie (nach heutigem Verständnis kreisfreie) Stadt Freising. Am 8. Januar 1867 rückte er für den ausgeschiedenen Max Freiherr von Freyberg als Abgeordneter in die Kammer der Abgeordneten des Bayerischen Landtags nach, dem er bis 1869 angehörte. Er starb unerwartet am 7. September 1870 in Freising.

## Ehrungen
- Ritterkreuz I. Klasse des Verdienstordens vom Heiligen Michael, 1857